# Вискули (хутор)

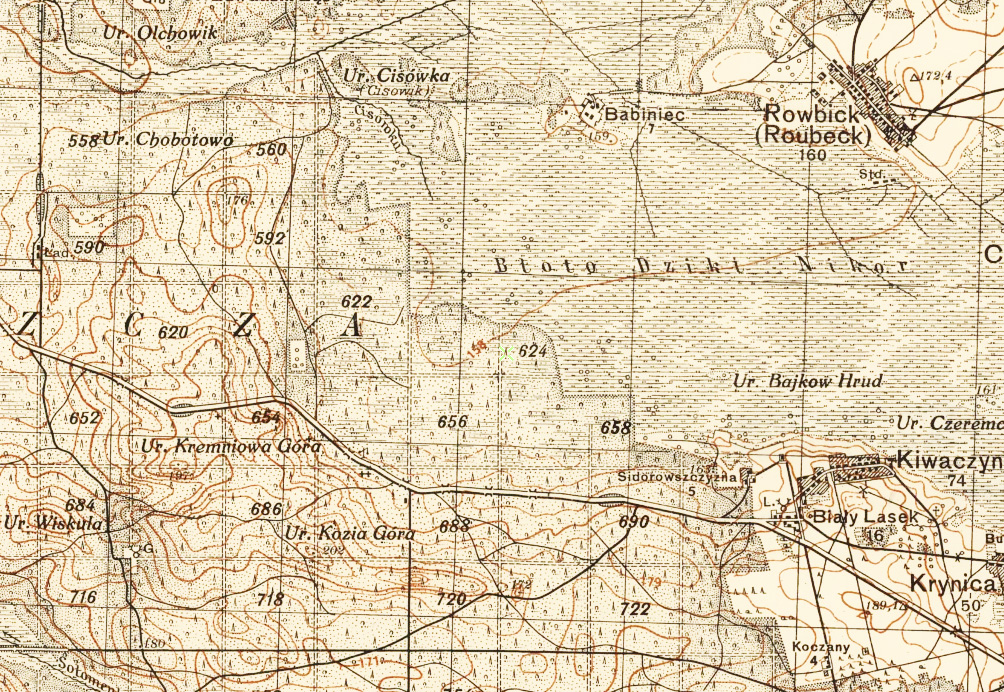
Окрестности болота Большой Никор. Фрагмент из карты 1933 г.

Вискули (бел. Віскулі́) — хутор в Пружанском районе Брестской области Беларуси. Входит в состав Шерешевского сельсовета.

## География
Расположен в центре Беловежской пущи, в 2 км к югу от шоссе Р-81, в 9 км к востоку от границы с Польшей.
Ближайшие населённые пункты Белый Лесок, Перерово и др.

## История
В 1950-е годы в Вискулях был построен комплекс зданий, который служил резиденцией руководителей бывшего СССР, а ныне Беларуси.
В 1991 году здесь были подписаны Беловежские соглашения по прекращению существования СССР и образованию Содружества Независимых Государств. После этого события Вискули получили мировую известность.

## Население

### Численность
- 2019 год — 9 жителей

### Динамика
- 1999 год — 26 жителей (перепись населения)
- 2009 год — 10 жителей (перепись населения)
- 2019 год — 9 жителей (перепись населения)

## Достопримечательность
- Вискули. Усадьба расположена возле хутора, на территории национального парка Беловежская пуща.